# Chaetodipterus
Chaetodipterus is een geslacht van straalvinnige vissen uit de familie van schopvissen (Ephippidae).
Het geslacht is voor het eerst wetenschappelijk beschreven in 1802 door Bernard Germain de Lacépède.

## Soorten
De volgende soorten zijn bij het geslacht ingedeeld:
- Chaetodipterus faber (Broussonet, 1782)
- Chaetodipterus lippei (Steindachner, 1895)
- Chaetodipterus zonatus (Girard, 1858)